# Qaısar Fýtbol Klýby
Il Qaisar Futbol Kluby (in kazako Қайсар Футбол Клубы?), meglio noto come Qaisar, è una società calcistica kazaka con sede nella città di Qyzylorda. Milita nella Qazaqstan Prem'er Ligasy, la prima divisione del campionato kazako.

## Palmarès

### Competizioni nazionali
- Coppa del Kazakistan: 2

1998-1999, 2019
- Birinşi Lïga: 3

1995, 2013, 2016

### Altri piazzamenti
- Coppa del Kazakistan:

Finalista: 1997-1998
Semifinalista: 1992, 2007
- Supercoppa del Kazakistan:

Finalista: 2020
- Birinşi Lïga:

Secondo posto: 2022

## Organico

### Rosa 2020
Aggiornata al 19 agosto 2020.
| N. |                       | Ruolo | Calciatore           |
| -- | --------------------- | ----- | -------------------- |
| 1  | Kazakistan (bandiera) | P     | Aleksandr Zarutskiy  |
| 2  | Kazakistan (bandiera) | D     | Eldos Axmetov        |
| 3  | Kazakistan (bandiera) | D     | Abylaykhan Tolegenov |
| 5  | Kazakistan (bandiera) | D     | Bagdat Kairov        |
| 7  | Bulgaria (bandiera)   | A     | Aleksandăr Kolev     |
| 8  | Kazakistan (bandiera) | C     | Asqat Tağıbergen     |
| 9  | Georgia (bandiera)    | A     | Elguja Lobjanidze    |
| 10 | Kazakistan (bandiera) | C     | Duman Narzildayev    |
| 11 | Kazakistan (bandiera) | C     | Shokhan Abzalov      |
| 13 | Kazakistan (bandiera) | D     | Ilyas Amirseitov     |
| 14 | Kazakistan (bandiera) | D     | Mark Gwrman          |
| 15 | Ucraina (bandiera)    | D     | Rizvan Ablitarov     |
| 17 | Kazakistan (bandiera) | C     | Bekzat Kurmanbekuly  |

| N. |                         | Ruolo | Calciatore                |
| -- | ----------------------- | ----- | ------------------------- |
| 19 | Camerun (bandiera)      | C     | Clarence Bitang           |
| 22 | Kazakistan (bandiera)   | D     | Aleksandr Marochkın       |
| 29 | Kazakistan (bandiera)   | A     | Orken Makhan              |
| 34 | Kazakistan (bandiera)   | P     | Nurymzhan Salaidin        |
| 39 | Serbia (bandiera)       | C     | Aleksandar Stanisavljević |
| 55 | Croazia (bandiera)      | D     | Ivan Graf                 |
| 71 | Kirghizistan (bandiera) | P     | Marsel Islamkulov         |
| 77 | Kazakistan (bandiera)   | D     | Qýanysh Qalmuratov        |
| 88 | Kazakistan (bandiera)   | C     | Magomed Paragwl'gov       |
| 94 | Capo Verde (bandiera)   | C     | Alvin Fortes              |
| 96 | Kazakistan (bandiera)   | C     | Maxïm Fedïn               |
| 99 | Mozambico (bandiera)    | A     | Reginaldo                 |